# Wpd
Die wpd GmbH ist ein deutscher Projektenwicklungsdienstleister zum Bau und Betrieb von Wind- und Solarparks. wpd ist in weltweit knapp 33 Ländern aktiv.

## Struktur
wpd entwickelt und betreibt Windenergie- und Solarparks. Die Unternehmensgruppe besteht aus der wpd GmbH (Projektierer und Betreiber), wpd windmanager (kaufmännische und technische Betriebsführung). Die früher zur wpd Gruppe gehörende Deutsche Windtechnik operiert inzwischen eigenständig.

## Geschichte

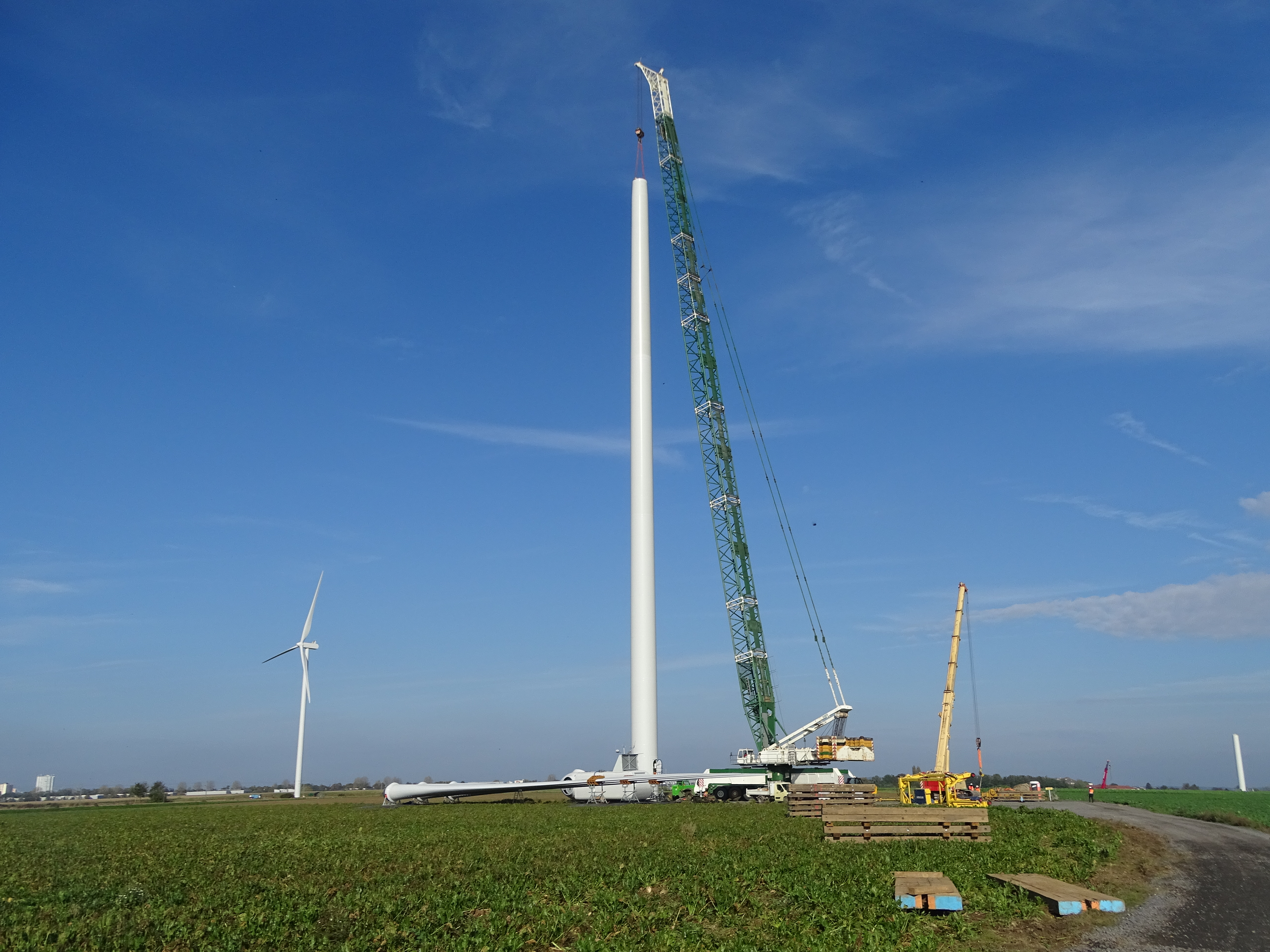
Les Moulins, Dechy, 2024.

Gegründet wurde das Unternehmen 1996 von Gernot Blanke und Klaus Meier zunächst als GmbH in Bremen, 2001 wurde es in eine AG umgewandelt. 2006 übernahm wpd die Planungsfirma EnerSys und erweiterte damit ihre Aktivitäten nach Frankreich, Spanien, Kroatien und Bulgarien. Im Juli 2011 stiegen die Stadtwerke München mit einem Drittel an der wpd Europe ein, der Tochtergesellschaft für Entwicklung und Betrieb außerhalb Deutschlands.
Im Mai 2022 verkaufte Wpd das Offshore-Geschäft an den Infrastrukturfonds Global Infrastructure Partners, die die Aktivitäten in der Skyborn Renewables GmbH weiterführen.
Im September 2023 wurde der Rechtsformwechsel der wpd AG in die wpd GmbH vollzogen.

## Projekte
Mit Stand zum Jahresende 2021 verantwortete das Unternehmen die Errichtung von 2.550 Windenergieanlagen mit einer Gesamtleistung von 5.740 Megawatt, sowie von 30 Solaranlagenprojekten mit 30 Megawatt Leistung. Neben dem deutschen Markt ist wpd zudem in insgesamt 28 Ländern aktiv mit geplanten Projekten von 13.870 Megawatt Wind onshore und 2.300 Megawatt (peak) Photovoltaik.

### Onshore
Das 44-MW-Projekt Windpark Lauterstein im Landkreis Göppingen bei Stuttgart wurde nach rund einjähriger Bauzeit im Herbst 2016 in Betrieb genommen. In Europa hat wpd 2016 nahe der westfinnischen Küste das Onshore-Projekt Tohkoja mit 72,6 MW Leistung in Betrieb nehmen können. Seit Ende 2021 ist der Onshore-Windpark Malleco in Chile mit 77 Turbinen und 273 MW Leistungskapazität in Betrieb.

### Offshore
- Offshore-Windpark Baltic 1
- Offshore-Windpark Nordergründe
- Offshore-Windpark Butendiek
- Offshore-Windpark Yunlin